# Tournoi de clôture du championnat de Colombie de football 2013
Navigation
Tournoi précédent Tournoi suivant
Le tournoi de clôture de la saison 2013 du Championnat de Colombie de football est le deuxième tournoi de la soixante-sixième édition du championnat de première division professionnelle en Colombie. 
Les dix-huit meilleures équipes du pays disputent le championnat semestriel qui se déroule en deux phases :
- lors de la phase régulière, les équipes s'affrontent une fois plus une rencontre face à une formation du même secteur géographique.
- les huit premiers du classement disputent la phase finale organisée sous forme de coupe, en matchs aller-retour.

La relégation est décidée en faisant la moyenne des points obtenus lors des trois dernières saisons (2011, 2012 et 2013). Un barrage de promotion-relégation est également organisé entre l'avant-dernier de ce classement cumulé et le vice-champion de Copa Aguila. 
C'est le tenant du titre, l'Atlético Nacional qui remporte le tournoi, après avoir battu en finale le Deportivo Cali. C'est le treizième titre de champion de l'histoire du club.

## Qualifications continentales
Le vainqueur du tournoi Clôture se qualifie pour la phase de groupes de la prochaine édition de la Copa Libertadores. Un classement cumulé des tournois Ouverture et Clôture offre une autre place à la meilleure équipe non encore qualifiée (la troisième place est détenue par le vainqueur du tournoi Ouverture) et deux places aux équipes suivantes. Enfin, la troisième place en Copa Sudamericana est réservée au vainqueur de la Copa Colombia.

## Les clubs participants
| - Atlético Nacional - Atlético Huila - Boyacá Chicó - Cucuta Deportivo - Deportes Quindio - Deportes Tolima - Deportivo Cali - Deportivo Pasto - Envigado FC | - Independiente Medellin - Itagüí Ditaires - Atlético Junior - CD La Equidad - CD Los Millonarios - Once Caldas - Patriotas FC - Alianza Petrolera - Independiente Santa Fe |

## Compétition
Le barème utilisé pour établir l'ensemble des classements est le suivant :
- Victoire : 3 points
- Match nul : 1 point
- Défaite : 0 point

### Phase régulière
| Rang | Équipe                 | Pts | J  | G  | N | P  | Bp | Bc | Diff |
| ---- | ---------------------- | --- | -- | -- | - | -- | -- | -- | ---- |
| 1    | Atlético Nacional'T'C  | 37  | 18 | 11 | 4 | 3  | 30 | 12 | +18  |
| 2    | CD Los Millonarios     | 31  | 18 | 8  | 7 | 3  | 28 | 18 | +10  |
| 3    | Atlético Junior        | 30  | 18 | 8  | 6 | 4  | 29 | 24 | +5   |
| 4    | Deportivo Cali         | 28  | 18 | 7  | 7 | 4  | 22 | 13 | +9   |
| 5    | Once Caldas            | 28  | 18 | 8  | 4 | 6  | 24 | 17 | +7   |
| 6    | Independiente Santa Fe | 28  | 18 | 7  | 7 | 4  | 24 | 17 | +7   |
| 7    | Deportivo Pasto        | 27  | 18 | 6  | 9 | 3  | 21 | 20 | +1   |
| 8    | Itagüí Ditaires        | 27  | 18 | 8  | 3 | 7  | 20 | 20 | 0    |
| 9    | Independiente Medellín | 24  | 18 | 6  | 6 | 6  | 24 | 20 | +4   |
| 10   | CD La Equidad          | 23  | 18 | 5  | 8 | 5  | 24 | 21 | +3   |
| 11   | Patriotas FC           | 23  | 18 | 5  | 8 | 5  | 17 | 17 | 0    |
| 12   | Envigado FC            | 22  | 18 | 5  | 7 | 6  | 17 | 22 | -5   |
| 13   | Deportes Tolima        | 21  | 18 | 4  | 9 | 5  | 19 | 23 | -4   |
| 14   | Atlético Huila         | 20  | 18 | 5  | 5 | 8  | 24 | 30 | -6   |
| 15   | Alianza Petrolera      | 18  | 18 | 4  | 6 | 8  | 14 | 24 | -10  |
| 16   | Cúcuta Deportivo       | 16  | 18 | 4  | 4 | 10 | 19 | 27 | -8   |
| 17   | Boyacá Chicó           | 15  | 18 | 3  | 6 | 9  | 21 | 29 | -8   |
| 18   | Deportes Quindío       | 14  | 18 | 4  | 2 | 12 | 10 | 33 | -23  |

| Résultats (▼dom., ►ext.) | AP  | HUI | NAC | BOY | CUC | QUI | TOL | CAL | PAS | ENV | DIM | ITA | JUN | EQU | MIL | ONC | PAT | SFE |
| Alianza Petrolera        |     |     | 1-2 |     |     | 1-1 | 2-1 | 0-2 |     |     |     | 1-0 | 1-1 | 1-2 | 0-1 |     | 0-0 |     |
| Huila                    | 2-0 |     | 2-3 | 2-1 | 2-2 | 1-1 | 1-1 | 1-0 |     | 2-1 |     |     |     | 1-1 |     |     |     |     |
| Atlético Nacional        |     |     |     | 0-1 | 1-2 | 2-1 | 2-0 | 2-0 |     | 4-1 | 3-0 |     |     | 0-0 |     |     |     | 1-1 |
| Boyacá Chicó             | 1-2 |     |     |     | 3-1 |     |     |     |     |     | 3-1 | 0-2 | 1-1 |     | 1-1 | 0-1 | 0-0 | 0-2 |
| Cúcuta Deportivo         | 2-0 |     |     |     |     |     |     |     | 0-1 |     | 0-1 | 1-2 | 1-5 |     | 0-1 | 0-0 | 2-3 | 1-0 |
| Deportes Quindío         |     |     |     | 2-1 | 0-3 |     | 1-0 | 0-5 |     | 1-2 |     | 0-2 |     | 1-0 |     | 2-1 |     | 0-2 |
| Deportes Tolima          |     | 1-0 |     | 1-1 | 2-1 |     |     |     |     | 1-0 |     | 1-1 | 3-3 | 3-1 |     |     | 1-1 | 1-1 |
| Deportivo Cali           |     |     |     | 1-1 | 2-1 |     | 0-0 |     | 0-0 | 1-1 |     | 1-0 |     | 1-0 |     |     | 1-1 | 2-0 |
| Deportivo Pasto          | 2-1 | 2-2 | 1-1 | 4-3 |     | 1-0 | 1-1 | 1-1 |     | 0-0 |     |     |     | 4-1 |     |     |     |     |
| Envigado FC              | 0-0 |     |     | 2-2 | 2-0 |     |     |     |     |     | 0-4 | 1-1 | 0-1 |     | 2-1 |     | 1-1 | 2-1 |
| Independiente Medellín   | 0-1 | 4-0 | 1-1 |     |     | 1-0 | 1-1 | 3-1 | 0-0 |     |     |     |     | 2-1 |     | 1-2 |     |     |
| Itagüí Ditaires          |     | 1-0 | 0-4 |     |     |     |     |     | 1-0 | 0-1 | 1-0 |     | 4-0 |     | 2-2 | 0-4 | 2-0 |     |
| Atlético Junior          |     | 2-1 | 0-1 |     | 1-1 | 3-0 |     | 1-1 | 0-1 |     | 3-2 |     |     |     | 3-2 | 1-0 |     |     |
| CD La Equidad            | 4-0 |     |     | 5-2 | 0-0 |     |     |     |     | 0-0 |     | 2-0 | 2-2 |     | 1-1 |     | 1-0 | 1-1 |
| CD Los Millonarios       |     | 3-2 | 0-2 |     |     | 2-0 | 2-1 | 1-0 | 4-0 |     | 2-2 |     |     |     |     | 3-0 |     | 0-0 |
| Once Caldas              | 1-1 | 2-0 | 0-1 |     |     | 3-0 | 4-0 | 0-3 | 1-1 | 2-1 |     |     |     | 2-2 |     |     |     |     |
| Patriotas FC             |     | 2-1 | 1-0 | 1-0 |     | 3-0 |     |     | 1-1 |     | 0-0 |     | 0-2 |     | 2-2 | 0-1 |     |     |
| Independiente Santa Fe   | 2-2 | 3-4 |     |     |     |     |     |     | 2-0 |     | 1-1 | 2-1 | 3-0 |     | 0-0 | 1-0 | 2-1 |     |

### Phase finale

#### Demi-finales
Groupe A :
| Rang | Équipe                 | Pts | J | G | N | P | Bp | Bc | Diff |  | Résultats (▼ dom., ► ext.) | Nac | Jun | SFe | Ita |
| ---- | ---------------------- | --- | - | - | - | - | -- | -- | ---- |  | -------------------------- | --- | --- | --- | --- |
| 1    | Atlético Nacional      | 16  | 6 | 5 | 1 | 0 | 13 | 4  | +9   |  | Atlético Nacional          |     | 2-1 | 2-1 | 3-2 |
| 2    | Atlético Junior        | 10  | 6 | 3 | 1 | 2 | 10 | 7  | +3   |  | Atlético Junior            | 0-0 |     | 3-2 | 4-1 |
| 3    | Independiente Santa Fe | 6   | 6 | 2 | 0 | 4 | 7  | 11 | -4   |  | Independiente Santa Fe     | 0-2 | 2-1 |     | 0-2 |
| 4    | Itagüí Ditaires        | 3   | 6 | 1 | 0 | 5 | 6  | 14 | -8   |  | Itagüí Ditaires            | 0-4 | 0-1 | 1-2 |     |

Groupe B :
| Rang | Équipe             | Pts | J | G | N | P | Bp | Bc | Diff |  | Résultats (▼ dom., ► ext.) | Cal | Pas | Mil | OCa |
| ---- | ------------------ | --- | - | - | - | - | -- | -- | ---- |  | -------------------------- | --- | --- | --- | --- |
| 1    | Deportivo Cali     | 15  | 6 | 5 | 0 | 1 | 13 | 8  | +5   |  | Deportivo Cali             |     | 3-2 | 4-2 | 1-0 |
| 2    | Deportivo Pasto    | 9   | 6 | 3 | 0 | 3 | 12 | 12 | 0    |  | Deportivo Pasto            | 3-2 |     | 4-1 | 2-1 |
| 3    | CD Los Millonarios | 6   | 6 | 2 | 0 | 4 | 9  | 12 | -3   |  | CD Los Millonarios         | 0-1 | 2-0 |     | 3-1 |
| 4    | Once Caldas        | 6   | 6 | 2 | 0 | 4 | 8  | 10 | -2   |  | Once Caldas                | 1-2 | 3-1 | 2-1 |     |

#### Finale
| Équipe 1       | Résultat | Équipe 2          | Aller | Retour |
| -------------- | -------- | ----------------- | ----- | ------ |
| Deportivo Cali | 0 - 2    | Atlético Nacional | 0 - 0 | 0 - 2  |

### Classement cumulé 2013
| Rang | Équipe                     | Pts | J  | G  | N  | P  | Bp | Bc | Diff |
| ---- | -------------------------- | --- | -- | -- | -- | -- | -- | -- | ---- |
| 1    | Atlético NacionalOuv Clo C | 103 | 52 | 29 | 16 | 7  | 84 | 46 | +38  |
| 2    | Deportivo Cali             | 81  | 50 | 20 | 21 | 9  | 72 | 50 | +22  |
| 3    | Independiente Santa Fe     | 79  | 50 | 21 | 16 | 13 | 70 | 60 | +10  |
| 4    | CD Los Millonarios         | 75  | 48 | 21 | 12 | 15 | 73 | 56 | +17  |
| 5    | Itagüí Ditaires            | 70  | 48 | 20 | 10 | 18 | 61 | 60 | +1   |
| 6    | Deportivo Pasto            | 69  | 48 | 17 | 18 | 13 | 62 | 66 | -4   |
| 7    | Once Caldas                | 66  | 48 | 18 | 12 | 18 | 63 | 56 | +7   |
| 8    | Atlético Junior            | 62  | 42 | 17 | 11 | 14 | 63 | 56 | +7   |
| 9    | Deportes Tolima            | 58  | 42 | 14 | 16 | 12 | 58 | 53 | +5   |
| 10   | Independiente Medellin     | 47  | 36 | 12 | 11 | 13 | 42 | 37 | +5   |
| 11   | CD La Equidad              | 45  | 36 | 10 | 15 | 11 | 40 | 36 | +4   |
| 12   | Atlético Huila             | 40  | 36 | 9  | 13 | 14 | 43 | 53 | -10  |
| 13   | Cúcuta Deportivo           | 39  | 36 | 10 | 9  | 17 | 42 | 47 | -5   |
| 14   | Envigado FC                | 39  | 36 | 9  | 12 | 15 | 32 | 47 | -15  |
| 15   | Alianza Petrolera          | 38  | 36 | 9  | 11 | 16 | 33 | 52 | -19  |
| 16   | Patriotas FC               | 34  | 36 | 5  | 19 | 12 | 31 | 43 | -12  |
| 17   | Boyacá Chicó               | 34  | 36 | 7  | 13 | 16 | 48 | 60 | -12  |
| 18   | Deportes Quindio           | 27  | 36 | 6  | 9  | 21 | 18 | 57 | -39  |

|  | Qualification pour la Copa Libertadores 2014 (vainqueur d'un tournoi)                                                        |
|  | Qualification pour la Copa Libertadores 2014 (classement cumulé)                                                             |
|  | Qualification pour la Copa Sudamericana 2014                                                                                 |
|  | Participation au barrage de promotion-relégation                                                                             |
|  | Relégation directe en Torneo Postobon                                                                                        |
|  | Ouv : Vainqueur du tournoi Ouverture 2013 Clo : Vainqueur du tournoi Clôture 2013 C : Vainqueur de la Coupe de Colombie 2013 |

#### Barrage de promotion-relégation
| Équipe 1          | Résultat | Équipe 2         | Aller | Retour |
| ----------------- | -------- | ---------------- | ----- | ------ |
| Fortaleza FC (D2) | 2 - 1    | Cúcuta Deportivo | 2 - 0 | 0 - 1  |

## Bilan de la saison
| Championnat de Colombie de football 2013 |                                 |
| Champion                                 | Atlético Nacional (13e titre)   |
| Coupes et trophées                       |                                 |
| Vainqueur de la Coupe de Colombie 2013   | Atlético Nacional               |
| Qualifications continentales             |                                 |
| Copa Libertadores 2014                   | Atlético Nacional               |
| Copa Libertadores 2014                   | Deportivo Cali                  |
| Copa Libertadores 2014                   | Independiente Santa Fe          |
| Copa Sudamericana 2014                   | Atlético Nacional               |
| Copa Sudamericana 2014                   | CD Los Millonarios              |
| Copa Sudamericana 2014                   | Itagüí Ditaires                 |
| Promotions et relégations                |                                 |
| Promus en Liga Postobon                  | Fortaleza FC                    |
| Promus en Liga Postobon                  | Universidad Autónoma del Caribe |
| Relégués en Torneo Postobon              | Deportes Quindio                |
| Relégués en Torneo Postobon              | Cúcuta Deportivo                |